# Drakenberg
Drakenberg är en svensk adelssläkt från Västergötland som adlades den 5 oktober 1647. Den adopterades och introducerades på Sveriges Riddarhus år 1652 som adlig ätt nr 313.
Börje Gunnarson (död 1593) var borgare och handelsman i Nylöse. Hans son var Nils Börjesson (född 4 juni 1580), stamfader för den Drakenbergska ätten. Nils Börjesson blev häradshövding 1613, slottsfogde på Älvsborgs slott 1619, rådman i Göteborg 1622 och utsedd till första president (politie- och byggnadspresident) i Göteborg 1624, efter att ha svurit trohetseden inför konungen. Hustrun i första äktenskapet hette Sara Jönsdotter (död omkring 1602) och med henne fick han åtminstone två döttrar som dog före fadern. I sitt andra äktenskap gift med Brita Thoresdotter, dotter till prosten i Rångedala, Thoreus Laurentii (Tore Larsson).  Med henne fick han tre söner och en dotter som alla överlevde fadern. Nils Börjesson ägde en gård i Ugglums by på Bethalaberget.
Nils Börjesson hade sönerna ryttmästaren och överstelöjtnanten Erik Nilsson (1608-59) och den äldre överstelöjtnant Börje Nilsson (1606–1692). Börje adlades med namnet Drakenberg den 13 december 1643 och introducerades på Riddarhuset den 18 november 1644. Han var kommendant på Bohus fästning 1660-76. Drakenbergs ägde fyra tomter i 2:a roten i nordvästra hörnet av Kungsgatan-Magasinsgatan i Göteborg. Av Olga Dahls forskning framgår vilka fyra tomter, som överste Börje Nilsson Drakenberg ägde vid norra delen av Kungsgatan mellan Ekelundsgatan och Magasinsgatan – II:123 och II:124. Stadens magistrat ålade honom 1670, att bebygga dem, men han valde istället att 1671 sälja alla fyra tomterna. Han hade redan ett stenhus, som han ärvt efter sin far, presidenten Nils Börgesson, på en stor tomt väster om Lilla Fisktorget, nuvarande Lilla Torget 1 vid Södra Hamngatan 7.
Ättegrenen utgick med hans sonson i början på 1700-talet.
Brodern Erik adlades 5 oktober 1647 med namnet Drakenberg och fick kunglig remiss 5 oktober 1651 på broderns adliga nummer. Introduktionen på Riddarhuset skedde den 8 november 1652. Ätten uppflyttades den 3 november 1778 i dåvarande riddarklassen.
Sonen Nils Nilsson (levde 1694) innehade en militär tjänst i armén i 31 år. År 1694 vände han sig till kungen och vädjade om ekonomisk hjälp. I brevet till kungen framgår att han blivit underhållen av brodern Nils Börjesson. Nils Nilsson blev inte adlad som bröderna.

## Ättmedlemmar
- Alrik Drakenberg (1868–1959), bankman
- Bernt Drakenberg (1858–1932), jurist och skriftställare
- Bernt Drakenberg (1867–1935), svensk skolman
- Christian Drakenberg (född 1975), squashspelare
- Erik Drakenberg (1898–1976), militär och kammarherre
- Erik Drakenberg, riddarhussekreterare sedan 2015
- Hans Drakenberg (1901–1982), civilingenjör och fäktare
- Otto Drakenberg (född 1966), företagsledare, fäktare och havskappseglare
- Sten Drakenberg (1861–1946), militär, gymnast och fäktare
- Sven Drakenberg (1898–1995), företagsledare
- Sven Drakenberg (1904–1979), museiman